# Pozemní hokej na Letních olympijských hrách 1976
Pozemní hokej na LOH 1976 v Montrealu zahrnoval pouze turnaj mužů. Všechny zápasy tohoto turnaje se odehrály ve dnech 18. - 30. července 1976 na stadionu Percival Molson Memorial Stadium.

## Program turnaje
Turnaje se původně mělo zúčastnit 12 mužstev, která měla být rozdělena do 2 šestičlenných skupin, ve kterých se mělo hrát způsobem jeden zápas každý s každým a poté 2 nejlepší týmy z každé skupiny měly postoupit do semifinále, týmy na 3. a 4. místě měly hrát o 5. až 8. místo a týmy na 5. a 6. místě měly hrát o 9. až 12. místo. Z důvodu bojkotu her ze strany většiny afrických států na protest proti rostoucímu rasismu se však z turnaje na poslední chvíli odhlásilo družstvo Keni a tak se turnaje zúčastnilo pouze 11 mužstev. Program turnaje zůstal nezměněn, pouze zápasy ve kterých měla původně hrát Keňa se neodehrály.

## Turnaj mužů
| Zlato   | Nový Zéland (NZL) |
| Stříbro | Austrálie (AUS)   |
| Bronz   | Pákistán (PAK)    |

## Skupina A
- 18. července
- Indie - Argentina 4:0
- Austrálie - Malajsie 2:0
- 19. července
- Indie - Nizozemsko 1:3
- Austrálie - Kanada 3:0
- 20. července
- Nizozemsko - Malajsie 2:0
- Argentina - Kanada 1:3
- 21. července
- Indie - Austrálie 1:6
- Malajsie - Argentina 2:0
- 22. července
- Indie - Kanada 3:0
- Austrálie - Nizozemsko 1:2
- 23. července
- Nizozemsko - Argentina 1:0
- Malajsie - Kanada 1:0
- 24. července
- Indie - Malajsie 3:0
- Austrálie - Argentina 2:3
- 25. července
- Nizozemsko - Kanada 3:1
- 26. července
- Dodatečný zápas o postup do semifinále z důvodu rovnosti počtu bodů
- Austrálie - Indie 1:1 po prodloužení, 5:4 na penalty

| Poř. | Tým        | Z | V | R | P | VG | OG | B  |
| ---- | ---------- | - | - | - | - | -- | -- | -- |
| 1.   | Nizozemsko | 5 | 5 | 0 | 0 | 11 | 3  | 10 |
| 2.   | Austrálie  | 5 | 3 | 0 | 2 | 14 | 6  | 6  |
| 3.   | Indie      | 5 | 3 | 0 | 2 | 12 | 9  | 6  |
| 4.   | Malajsie   | 5 | 2 | 0 | 3 | 3  | 7  | 4  |
| 5.   | Kanada     | 5 | 1 | 0 | 4 | 4  | 11 | 2  |
| 6.   | Argentina  | 5 | 1 | 0 | 4 | 4  | 12 | 2  |

## Skupina B
- 18. července
- Pákistán - Belgie 5:0
- SRN - Nový Zéland 1:1
- 19. července
- Pákistán - Španělsko 2:2
- SRN - Keňa nehráno
- 20. července
- Španělsko - Nový Zéland 1:1
- Belgie - Keňa nehráno
- 21. července
- Pákistán - SRN 4:2
- Nový Zéland - Belgie 2:1
- 22. července
- Pákistán - Keňa nehráno
- SRN - Španělsko 1:4
- 23. července
- Španělsko - Belgie 2:3
- Keňa - Nový Zéland nehráno
- 24. července
- Pákistán - Nový Zéland 5:2
- SRN - Belgie 6:1
- 25. července
- Španělsko - Keňa nehráno
- 26. července
- Dodatečný zápas o postup do semifinále z důvodu rovnosti počtu bodů
- Nový Zéland - Španělsko 1:0

| Poř. | Tým         | Z | V | R | P | VG | OG | B |
| ---- | ----------- | - | - | - | - | -- | -- | - |
| 1.   | Pákistán    | 4 | 3 | 1 | 0 | 16 | 6  | 7 |
| 2.   | Nový Zéland | 4 | 1 | 2 | 1 | 6  | 8  | 4 |
| 3.   | Španělsko   | 4 | 1 | 2 | 1 | 9  | 7  | 4 |
| 4.   | SRN         | 4 | 1 | 1 | 2 | 10 | 10 | 3 |
| 5.   | Belgie      | 4 | 1 | 0 | 3 | 5  | 15 | 2 |
| 6.   | Keňa        | 0 | 0 | 0 | 0 | 0  | 0  | 0 |

## O 9. až 12. místo
- 28. července
- Belgie - Argentina 3:2
- Kanada - Keňa kontumační výhra Kanady

## Zápas o 11. místo
- 29. července
- Argentina - Keňa kontumační výhra Argentiny

## Zápas o 9. místo
- 29. července
- Kanada - Belgie 2:3

## O 5. až 8. místo
- 29. července
- Španělsko - Malajsie 2:1
- Indie - SRN 2:3

## Zápas o 7. místo
- 30. července
- Indie - Malajsie 2:0

## Zápas o 5. místo
- 30. července
- SRN - Španělsko 9:1

## Semifinále
- 28. července
- Pákistán - Austrálie 1:2
- Nizozemsko - Nový Zéland 1:2

## Zápas o 3. místo
- 30. července
- Nizozemsko - Pákistán 2:3

## Finále
- 30. července
- Nový Zéland - Austrálie 1:0

## Medailisté
| Zlato | Stříbro | Bronz |
| --- | --- | --- |
| Nový Zéland | Austrálie | Pákistán |
| Paul Ackerley Jeff Archibald Thur Borren Alan Chesney John Christensen Greg Dayman Tony Ineson Barry Maister Selwyn Maister Trevor Manning Alan McIntyre Neil McLeod Arthur Parkin Mohan Patel Ramesh Patel Les Wilson | Robert Haigh Richard Charlesworth David Bell Gregory Browning Ian Cooke Barry Dancer Douglas Golder Wayne Hammond James Irvine Stephen Marshall Malcolm Poole Robert Proctor Graham Reid Ronald Riley Trevor Smith Tony Walsh | Saleem Sherwani Manzoor Hassan Munawarux Zaman Saleem Nazim Rasool Akhtar Iftikhar Syed Islahud Din Manzoor Hussain Abdul Rashid Shanaz Sheik Samiullah Khan Qamar Zia Arshad Mahmood Arshad Ali Chaudry Mudassar Asghar Haneef Khan |